# Scutus breviculus
Scutus breviculus är en snäckart som beskrevs av Henri Marie Ducrotay de Blainville 1817. Scutus breviculus ingår i släktet Scutus och familjen nyckelhålssnäckor. Inga underarter finns listade i Catalogue of Life.

## Bildgalleri

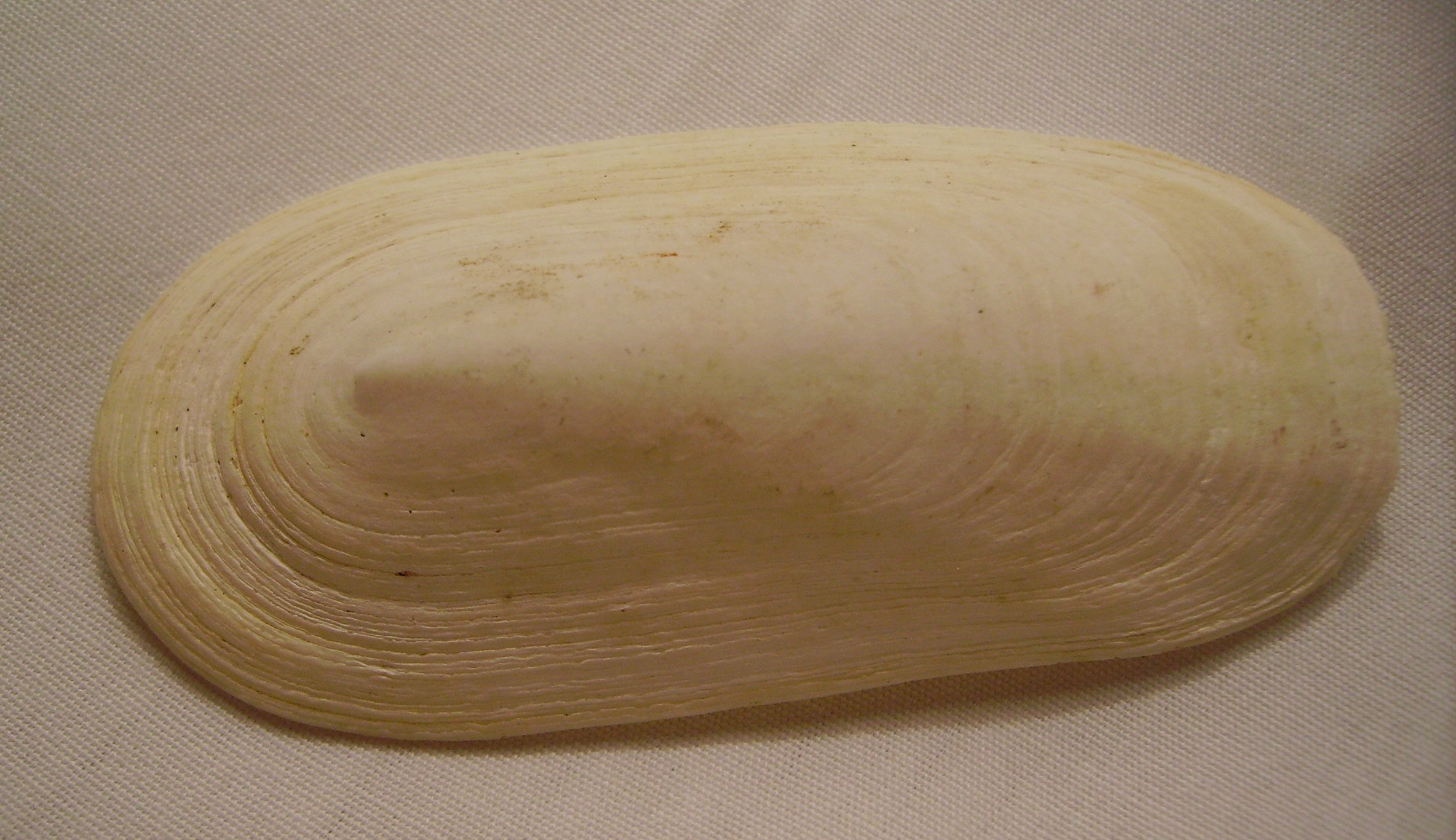
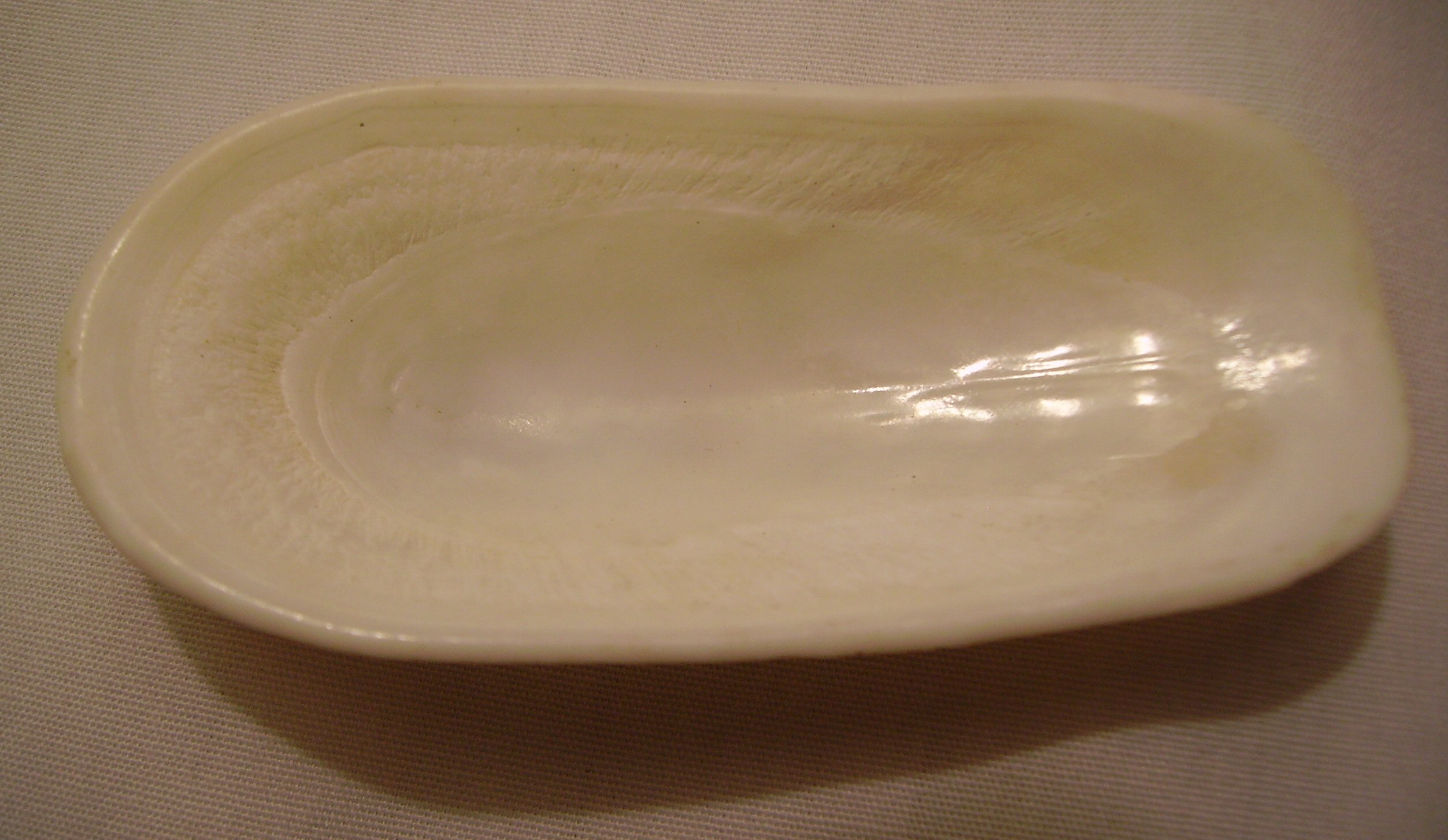